# 阿姆利則縣
阿姆利則縣是印度西北部旁遮普邦的一個縣，面積2,683平方公里，2011年人口2,490,656，人口密度每平方公里928人，識字率為76.27%。

## 外部連結
- Amritsar （页面存档备份，存于）